# Ганиковский, Игорь Семёнович
Игорь Семёнович Ганиковский (род. 2 марта 1950, Москва) — немецкий художник, график, скульптор, эссеист, конструктор, преподаватель.

## Биография
В 1968 г. окончил 444 математическую школу в Москве, в 1972 г. с отличием — Московский институт стали и сплавов. Работал конструктором, преподавателем.
Начал рисовать в 1974 году, автодидакт, посещал самодеятельные студии Исайя Браславского и Михаила Казанского. В 1983 году был принят в молодёжное отделение МОСХ, в 1985 году — в МОСХ. В 1990 году шесть месяцев провел в США по гранту Сороса.
В 1991 году избран вице-президентом международной ассоциации художественной интеллигенции «Мир Культуры» вместе с Альфредом Шнитке, Софией Губайдулиной, Андреем Битовым, Альберто Моравиа…
С 1992 г. живёт в (Германия).

## Семья
Отец — Семён (Соломон) Яковлевич (Янкелевич) Ганиковский (1910—1959), подполковник, преподавал в Военно-политической академии им. В. И. Ленина;

мать — Ревекка Бенционовна, урождённая Стырт, преподаватель, (1923—1980). Сестра-Ганиковская Лариса Семеновна, 1954, живёт в Амстердаме.

## Творчество
Вместе с Евгением Дыбским,Захаром Шерманом, Львом Табенкиным и поэтом Иваном Ждановым, Ильей Кутиком,Алексеем Парщиковым в 1970-е — 1980-е годы формировал новое художественное движение, которое было впоследствии названо «метаметафора» (Константин Кедров) и Метареализм (Михаил Эпштейн) Его искусство, начиная с использования «архаических» систем, органично эволюционировало в сторону абстрактной геометрии, наделяясь рефлексией, но сохраняя при этом чувственное начало.
Участвует в выставках с 1978 года. Первая персональная выставка состоялась в Институте им. Курчатова (1987), первая зарубежная выставка — в галерее Пелин (Хельсинки, 1989). Первый каталог «Игорь Ганиковский» выпущен галереей Пелин в 1989 году (статьи Ольги Свибловой и Киммо Сарье).
Первая персональная выставка в музях Германии с каталогом состоялась в 1993 году (Дорстен, еврейский музей). После этого прошло более 10 персональных выставок в музеях Германии, Дании, Израиля и более 50 персональных и 100 групповых выставок в галереях, музеях… неоднократно выставлялся на Арт-Базель, Арт-Кёльн, Арт-Мадрид, Арт-Лос-Анджелес, Арт-Лондон.
Работы хранятся в более чем 35 музеях (в Германии, России,Франции,Дании,Израиля,Польши,США,Австрии…) и частных коллекциях в России и за рубежом.
Музеи, в которых хранятся работы Игоря Ганиковского, неполный список:
Третьяковская галерея, Москва,
Пушкинский музей, Москва,
Государственный центр современного искусства, Москва
Русский музей,СП,
Фонд культуры, Москва,
Художественный музей Пензы,
Художественный музей Томска,
Государственная галерея Тулы,
Художественный музей Омска,
Художественный музей Новосибирска,
Художественный музей Семипалатинска, Казахстан,
Исторический музей Канатопа, Украина,
Художественный музей Сумы, Украина,
Кунстхалле Генри Наненна, Эмден, Германия,
Музей Оствалль, Дортмунд, Германия,
Музей Людвига, Кёльн, Германия,
Людвиг Форум, Аахен, Германия,
Музей Вилла Зандерс, Бергиш-Гладбах, Германия,
Филикс-Нуссбаум Хаус, Оснабрюк, Германия,
Фон дер Хейт Музей, Вупперталь, Германия,
Художественный музей Аалена, Германия,
Художественный музей Бохума, Германия,
Шпренгел музей Ганновера, Германия,
Маркиш музей Виттена, Германия,
Еврейский музей Дорстена, Германия,
Еврейский музей, Вена,
Национальная галерея Варшавы,
Музей современного искусства Пльзень, Польша,
Мондриан Хаус, Голландия,
Музей современного искусства Тренто, Италия,
Музей современного искусства Шамалие, Франция,
Корина Маман музей, Ашдод, Израиль,
Иерусалимский музей, Израиль,
Тель-Авивский музей, Израиль,
Силкеборг музей, Дания,
Магнус музей, Беркли, США,

### Избранные публикации
- Ганиковский И. Пространство Парщикова. Алексей Парщиков — стихи, проза, переводы (апрель 2009). Дата обращения: 10 февраля 2013. Архивировано 13 февраля 2013 года.
- Морозов А. И. Поколение молодых,1989, Советский художник;
- Мир Культуры,Фортуна,1993, Москва;
- Русское Арт зарубежье, ГЦСИ,2010,Москва; ISBN 978-5-94620-065-3
- Алексей Парщиков, Игорь Ганиковский «Соприкосновение пауз», Москва 2004, Центральный выставочный зал Манеж; ISBN 5-902618-03-7
- Игорь Ганиковский «Надеяться и ждать», Новый Метафизис, НЛО Москва 2012; ISBN 978-5-4448-0001-0
- Игорь Ганиковский «Лешик», Дикое поле", номер 13, 2009 Донецк (www.dikoepole.org);
- Алексей Парщиков «Рай медленного огня», НЛО, 2006; ISBN 5-86793-466-7
- «Фигуры Речи», Запасной выход; ISBN 5-98726-014-0
- Марк Уральский «Небесный залог», Вест-Консалтинг; 2013, ISBN 978-5-91865-216-9
- Igor Ganikowskij «Zeit und Erinnerung»,Katalog,Moskau,Dorsten,Bochum,1993;
- Igor Ganikovsky , Katalog Galerie Julia Tociaer,Paris,1989;
- Igor Ganikowskij, Katalog Museum Witten,DruckVerlag Kettler,1996; ISBN 3-925608-34-6
- Igor Ganikowskij, Katalog Museum am Ostwall Dortmund,DruckVerlag Kettler,1998; ISBN 3-925608-54-0
- Igor Ganikowskij, « Zwischen Schwarz and Weiss» Katalog Museum Felix-Nussbaum-Haus, Silkeborg Kunstmuseum, DruckVerlag Kettler,2003; ISBN 3-9805715-7-2
- Igor Ganikowskij, «Befreiung des Lichts», Katalog,Museums Meschede,Ashdod, Jerusalem, DruckVerlag Kettler,2004; ISBN 3-937390-40-5
- Igor Ganikowskij, « Bücher von Licht und Dunkelheit»,Thomas Morus Akademie,2007; ISBN 978-3-89198-111-5
- «Geshichte der bildenden Kunst in Deutschland» Vol.8 «Vom Expressionismus bis Heute», Prestel Verlag, 2006; ISBN 3-7913-3125-6
- Matthew Cullerne Bown «Contemporary Russian Art» , Published by Phaidon Press Ltd, 1989; ISBN 0-7148-2555-7 / ISBN 978-0-7148-2555-7

## Награды
- 2004 Получил премию имени знаменитого немецкого художника XX века, Августа Макке за инновации, активность и художественные достижения.[источник не указан 3838 дней]
- В 2006 году издательство Престель включило работу Ганиковского «T-composition 1» и статью о нём в «Историю немецкой живописи»[2].